# Markus Matthiasson
Markus Matthiasson (* 16. November 1975 in Uppsala) ist ein ehemaliger schwedischer Eishockeyspieler.

## Karriere
Seine Profikarriere begann Markus Matthiasson in der Saison 1992/93 beim damaligen schwedischen Zweitligisten Almtuna IS in Uppsala, wo er bis 1996 unter Vertrag stand und in 105 Spielen 55 Tore erzielte. Von Uppsala wechselte er 1996 zum Timrå IK, wo er nach den Zwischenstationen Djurgårdens IF (59 Spiele, 1 Tor) und Huddinge IK (41 Spiele, 22 Tore), 1999 wieder einen Vertrag unterzeichnete. Bis 2004 stand Matthiasson bei diesem Club unter Vertrag und erzielte dabei 108 Tore in 282 Spielen. 
2004 wechselte Matthiasson zu den Malmö Redhawks und erhielt dort einen Dreijahresvertrag. In den drei Jahren erzielte Matthiasson 48 Tore in 177 absolvierten Spielen, bevor er 2007 zum HK Jesenice in die österreichische EBEL wechselte. Nach einem Jahr, in denen er 35 Mal auf dem Eis stand und 17 Tore erzielte, wechselte er innerhalb der Liga zum EHC Linz, wo er seither unter Vertrag stand. Nach der Saison 2009/10 beendete er zunächst seine Spielerkarriere. Zur Saison 2011/12 setzte er jedoch seine Karriere in der drittklassigen Division 1 beim Helsingborgs HC fort. Nach der Saison 2011/12 beendete er seine Karriere.

## Erfolge und Auszeichnungen
- 1996 Meiste Scorerpunkte der Division 1 Ost
- 1996 Bester Torschütze der Division 1 Ost